# Adenocarpus argyrophyllus
Adenocarpus argyrophyllus es una especie de la familia de las fabáceas.

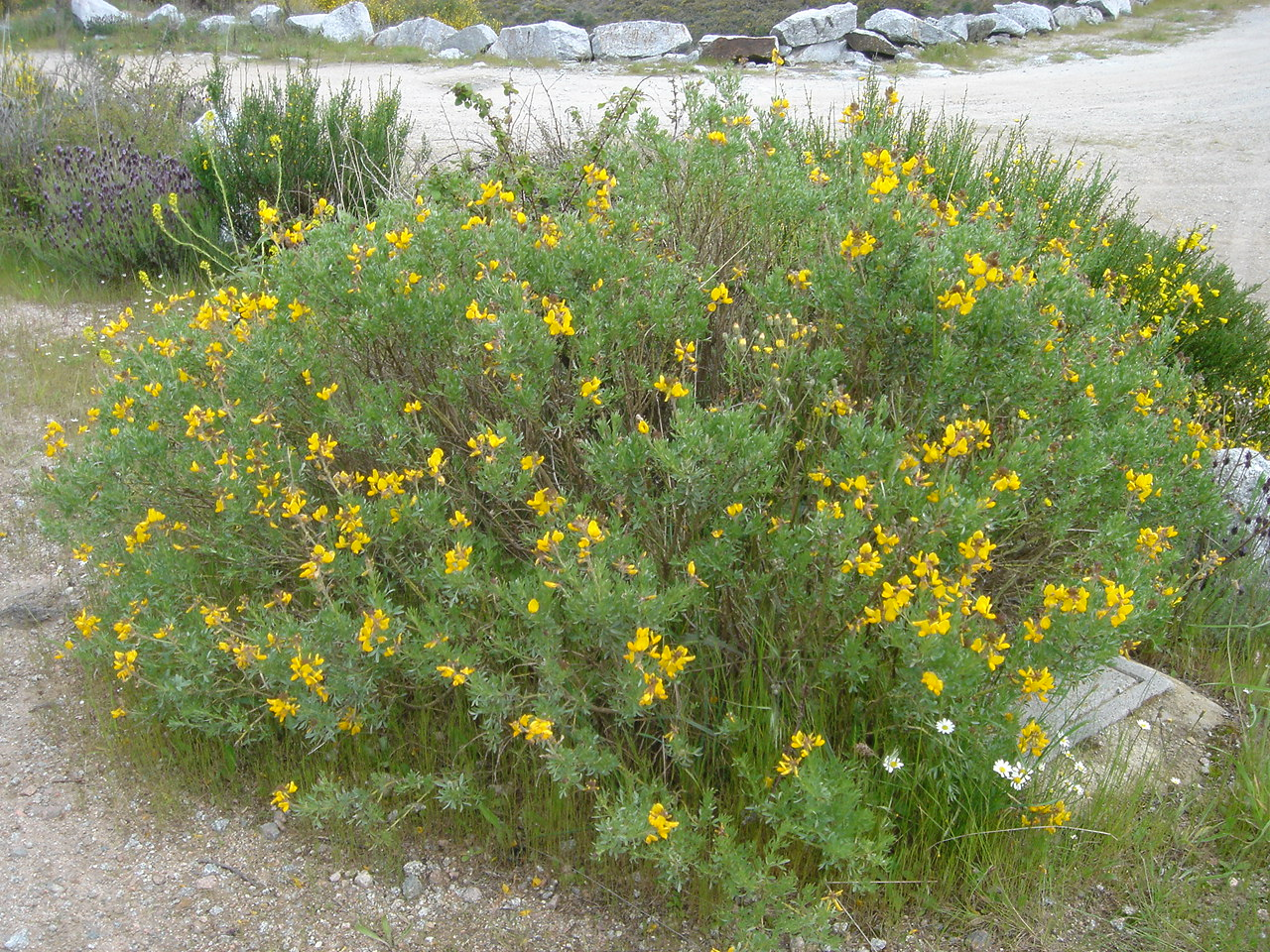
Vista de la planta

## Distribución y hábitat
Endemismo del centro y occidente ibérico, con poblaciones en las provincias de Ávila, Cáceres, Ciudad Real, Jaén, Salamanca, Toledo (Castroviejo, 1999). Dentro de 
Castilla-La Mancha se localiza concretamente en Montes de Toledo y Sierra de San Vicente (Toledo) y en Sierra Madrona (Ciudad Real).
Aparece en estaciones húmedas y orófilas constituyendo matorrales de sustitución de robledales, en los que se presenta bien en rodales puros o bien mezclada con el piornal dominante de Genista cinerascens.
En Portugal, es una de las especies exclusivas, o casi exclusivas del Sector Estrellense, que abarca la mayor parte de la Sierra de la Estrella y parte de la Sierra del Açor.

## Taxonomía
Adenocarpus argyrophyllus fue descrita por (Rivas Goday) Caball. y publicado en An. Inst. Bot. A.J. Cavan. 27: 155. 1977.
Etimología
adenocarpus: nombre genérico que procede del griego aden, que significa "glándula" y karpos, que significa "fruto", haciendo referencia a una característica de las legumbres de estas plantas.
Argyrophyllus: epíteto latino que significa "con hojas plateadas".
Sinonimia
- Adenocarpus hispanicus subsp. argyrophyllus (Rivas Goday) Rivas Goday in Anales Inst. Bot. Cavanilles 12: 307 (1954)
- Adenocarpus hispanicus var. argyrophyllus Rivas Goday in Font Quer, Fl. Hispan. 7 (1946), in sched.
- Adenocarpus hispanicus subsp. hispanicus sensu Franco
- Adenocarpus hispanicus sensu Cout.[6]

## Nombre común
- Castellano: cenizo, rascavieja.[6]